# Verrijzenis van Onze Heer Jezus Christuskerk (Amsterdam)
De Verrijzenis van Onze Heer Jezus Christuskerk is een rooms-katholieke kerk  aan de Louis Bouwmeesterstraat in Amsterdam.
De kerk werd in 1959-1961 gebouwd in de wijk Slotervaart, naar ontwerp van architect Gerard Holt. Het is een modernistische kerk  met een losstaande klokkentoren.
De kerk werd van 2007 tot 2019 gebruikt door de Parochie van de Heilige Marcus. Het gebouw is sinds 2008 een gemeentelijk monument.
In december 2019 werd door het Bisdom Haarlem-Amsterdam besloten dat de kerk per 1 januari 2020 fuseert met verschillende parochies van het stadsdeel Nieuw-West tot één parochie: De Vier Evangelisten. De gerenoveerde Pauluskerk in Osdorp is aangewezen als hoofdkerk van de parochie.
Sinds 2023 zijn er in de Verrijzeniskerk geen reguliere vieringen meer.